# Edouard Mununu Kasiala
Marie-Edouard Mununu Kasiala (Buganda-Pindi, 15 agosto 1936 – Bruxelles, 4 dicembre 2022) è stato un vescovo cattolico della Repubblica Democratica del Congo.

## Biografia
Nato a Buganda-Pindi il 15 agosto 1936, è entrato come postulante al monastero di Kasanza poco dopo la sua fondazione, nel 1958, e il 20 agosto 1967 è stato ordinato sacerdote trappista, il primo del suo paese. Nel dicembre del 1975 è stato eletto priore del monastero di cui fa parte.
L'8 novembre 1984 papa Giovanni Paolo II lo ha nominato vescovo ausiliare di Kikwit; ha ricevuto la consacrazione il 24 marzo 1985 da Alexandre Mbuka Nzundu, ordinario della stessa diocesi.
Dopo la morte di monsignor Mbuka Nzundu, il 14 ottobre 1985, ha retto la diocesi fino al suo insediamento ufficiale, il 10 marzo 1986.
Il 19 novembre 2016 papa Francesco ha accettato la sua rinuncia al governo pastorale della diocesi di Kikwit per raggiunti limiti di età. Gli è succeduto il vescovo Timothée Bodika Mansiyai, P.S.S. Da quel momento ha assunto il titolo di vescovo emerito di Kikwit.
È morto a Bruxelles il 4 dicembre 2022 all'età di 86 anni.

## Genealogia episcopale
La genealogia episcopale è:
- Cardinale Scipione Rebiba
- Cardinale Giulio Antonio Santori
- Cardinale Girolamo Bernerio, O.P.
- Arcivescovo Galeazzo Sanvitale
- Cardinale Ludovico Ludovisi
- Cardinale Luigi Caetani
- Cardinale Ulderico Carpegna
- Cardinale Paluzzo Paluzzi Altieri degli Albertoni
- Papa Benedetto XIII
- Papa Benedetto XIV
- Papa Clemente XIII
- Cardinale Marcantonio Colonna
- Cardinale Giacinto Sigismondo Gerdil, B.
- Cardinale Giulio Maria della Somaglia
- Cardinale Carlo Odescalchi, S.I.
- Cardinale Costantino Patrizi Naro
- Cardinale Lucido Maria Parocchi
- Cardinale Pietro Respighi
- Cardinale Pietro La Fontaine
- Cardinale Celso Benigno Luigi Costantini
- Arcivescovo Alfredo Bruniera
- Vescovo André Lefèbvre, S.I.
- Vescovo Alexander Mbuka-Nzundu
- Vescovo Edouard Mununu Kasiala, O.S.C.O.